# تاريخ غاليسيا (أوروبا الشرقية)
مع وصول المجريين إلى قلب السهل الأوروبي الأوسط نحو عام 899، أصبحت القبائل السلافية الويستولان والكروات البيض واللينديين تحت الحكم المجري. وفي عام 955، كانت المناطق الواقعة شمال جبال الكاربات تشكل جزءًا مستقلًا من دوقية بوهيميا وبقيت كذلك حتى نحو عام 972، عندما بدأ ظهور المطالبات الإقليمية البولندية الأولى (البولان الغربيون). وذُكرت هذه المنطقة عام 981 (من قبل نسطور)، عندما طالب فلاديمير العظيم حاكم روس الكييفية (خقانات روس) بالمنطقة التي تقع غربًا. في القرن الحادي عشر، كانت المنطقة تابعة لبولندا (1018-1031 و1069-1080)، ثم عادت لحكم روس الكييفية. وفي نهاية القرن الثاني عشر، بدأت مطالبات مجرية بهذه الإمارة. وأخيرًا، ضمها كايزيمير الثالث ملك بولندا في 1340-1349. استقر الناطقون بالألمانية الدنيا من بروسيا ووسط ألمانيا في أجزاء من شمال وغرب غاليسيا من القرن الثالث عشر حتى القرن الثامن عشر، على الرغم من أن الغالبية العظمى من المقاطعة التاريخية ظلت مستقلة عن الحكم الألماني والنمساوي.
استوطن السلاف الشرقيون الإقليم في العصور الوسطى المبكرة، وفي القرن الثاني عشر، أسست أسرة روريك إمارة هاليتش (Halicz, Halics, Galich, Galic) هناك، ومع نهاية القرن اندمجت هذه الإمارة بإمارة فولينيا المجاورة لتصبح إمارة غاليسيا فولينيا، واستمرت لقرن ونصف. وبحلول عام 1352، قُسمت الإمارة بين المملكة البولندية ودوقية ليتوانيا الكبرى، وأصبح معظم غاليسيا تحت حكم التاج البولندي، وبقيت كذلك بعد اتحاد عام 1569 بين بولندا وليتوانيا. وعند تقسيم الكومنولث البولندي الليتواني في عام 1772 أصبحت مملكة غاليسيا ولودوميريا، أو ببساطة غاليسيا، أكبر مقاطعة في الإمبراطورية النمساوية والأكثر سكانًا وأقصى أراضيها ناحية الشمال، وبقيت كذلك حتى تفكك الإمبراطورية النمساوية المجرية مع النهاية الحرب العالمية الأولى عام 1918.

## المنطقة القبلية
المنطقة لها تاريخ مضطرب. في العصر الروماني كانت المنطقة مأهولة بقبائل مختلفة من خليط كلتو - جرماني، وقبائل من أصول كلتية - مثل الغاليس أو «الغاليين» والبولينيين أو «الفولينيين» - بالإضافة إلى اللوجيين والكوتينيين من الكلت والوندال والقوط ذوي الأصول الجرمانية (حضارتا بروزيورسك وبوخوف)، بداية مع عصر الهجرات، تزامنت الهجرة العظيمة مع سقوط الإمبراطورية الرومانية، وغزت المنطقة مجموعات مختلفة من الرحل:
- القرن الثالث قبل الميلاد - القرن الثاني الميلادي: الأنارتيون (الجزء الغربي).
- القرنان الثاني والخامس: الوندال (حضارة بروزيورسك، = الهاسدنغيين، واللاكرينغيين)، والباستارنيون، والقوطيون، والغبيديون (حضارة ويلبارك).
- القرنان الثاني والخامس (الجزء الشرقي): السكوثيون والسارماتيون (بينهم الألان والكروات البيض والصرب البيض وغيرهم ممن استُعبدوا فيما بعد).[1][2]
- القرنان الرابع والخامس: الهون.
- القرن الخامس: الآفار.
- القرنان السادس والثامن: السلاف.
- القرنان السادس والتاسع (الجزء الشرقي): البلغار (اندمجوا بالسلاف لاحقًا)، والمجريون، والبجناك.
- القرنان العاشر والثالث عشر (الجزء الشرقي): الكومان، والقراؤون.
- القرنان الثالث عشر والرابع عشر (الجزء الشرقي): التتار وغيرهم من شعوب المغول الأتراك من آسيا الوسطى.

بشكل عام، هيمن السلاف (السلاف الغربيون والشرقيون، بما فيهم اللينديون وكذلك الروسينيون) على السكان الجرمانيين - الكلتيين.

## روثينيا الحمراء
في 891-892، خضعت أراضي الكروات البيض والحمر لسيطرة الدولة السلافية مورافيا العظمى. ويبدو أن المنطقة التي أصبحت تعرف فيما بعد باسم غاليسيا قد دُمجت بإمبراطورية مورافيا العظمى بشكل كبير. ووُثق لأول مرة في الوقائع الأولية في عام 981 م، عندما استولى فلاديمير العظيم من روس الكييفية على معاقل روثينيا الحمراء في حملته العسكرية على الحدود مع أرض اللينديين، المدمجة ضمن دوقية بولان، وأرض الكروات البيض، تحت حكم دوقية بوهيميا.
في القرن التالي، أصبحت المنطقة تابعة لبولندا لفترة وجيزة (1018-1031 و 1069-1080) ثم عادت إلى حكم روس الكييفية. وجاءت روس الكييفية بعد إمارة هاليتش واستمرت من 1087 حتى 1199، عندما تمكن رومان العظيم أخيرًا من توحيدها مع فولينيا في دولة هاليتش - فولينيا أو مملكة روس أو مملكة غاليسيا - فولينيا. وقد ظهرت المطالبات المجرية بالإمارة الروثينية (Regnum Galiciæ et Lodomeriæ) في عام 1188. على الرغم من الحملات المناهضة للمغول التي قادها دانيال من هاليتش، الذي توج ملكًا لهاليتش - فولينيا، كانت دولته تدفع الإتاوات أحيانًا لخانية القبيلة الذهبية. نقل دانيال عاصمته من هاليتش إلى خولم، ثم نقلها ابنه ليف إلى لفيف. حاولت سلالة دانيال أيضًا الحصول على دعم بابوي وأوروبي للتحالف ضد المغول، لكنها أثبتت عدم قدرتها على التنافس مع القوى الصاعدة لدوقية ليتوانيا وبولندا.
في بداية القرن الثالث عشر، أصبح الأمير الغاليسي - الفوليني رومان مستيسلافيتش الحليف العسكري الرئيسي للإمبراطورية البيزنطية بقيادة ألكسيوس الثالث، الذي كان يلقبه باسم «مهيمن غاليسيا». تزوج رومان أيضًا ابنة أخت ألكسيوس، وهي الابنة الكبرى للإمبراطور المخلوع إسحاق الثاني. وساعدت العلاقة مع بيزنطة على استقرار علاقات غاليسيا مع شعب الروس في نهر دنيستر السفلي ونهر الدانوب السفلي.

## حروب القرن الرابع عشر
نشبت حروب الخلافة في السنوات 1340-1392 بسبب الخلافة على حكم إمارة غاليسيا - فولينيا. بعد أن قُتل بوليسلاو- يوري الثاني بالسم على يد النبلاء المحليين في عام 1340، قدمت كل من دوقية ليتوانيا ومملكة بولندا مطالبات بضم الإمارة. وبعد صراع طويل، قُسمت غاليسيا - فولينيا بين بولندا (غاليسيا) وليتوانيا (فولينيا) ولم يعد للإمارة وجود كدولة مستقلة. واستحوذت بولندا على مساحة تبلغ نحو 52 ألف كيلومتر مربع (20 ألف ميل مربع) فيها 200 ألف نسمة.

## غاليسيا تحت حكم الكومنولث البولندي الليتواني
بعد عام 1346، كانت المنطقة البولندية مقسمة إلى عدد من الفويفوديات (المقاطعات). وبدأ ذلك حقبة الاستيطان البولندي بين السكان الروثينيين. وبدأت هجرة الأرمن واليهود إلى المنطقة بأعداد كبيرة. ثم بني العديد من القلاع خلال هذا الوقت وأسست بعض المدن الجديدة مثل ستانيسلافيف في أوكرانيا (الآن إيفانو - فرانكيفسك) وكريستينوبول (الآن شيرفانوراد).
تعرضت غاليسيا مرات عديدة لغارات التتار وتركيا العثمانية في القرنين السادس عشر والسابع عشر، ودمرت خلال انتفاضة شميلنكي (1648-1654) والحرب الروسية البولندية (1654-1667)، ومزقتها الغزوات السويدية خلال الطوفان (1655 - 1660) وحرب الشمال العظمى في أوائل القرن الثامن عشر.